# معروف (إسلام)
المعروف لغةً المَعْرُوفُ : اسم مفعول من عرَفَ / عرَفَ وهو اسمٌ لكلِّ فِعْلٍ يُعْرَفَ حُسْنُه بالعَقْل أَو الشَّرْع، وهو خِلافُ المنكَر. والمَعْرُوفُ الصنيعةُ يُسْدِيها المرءُ إِلى غيرِه. المعجم الوسيط
اصنع المعروفَ في أهله وفي غير أهله، " { تَأْمُرُونَ بِالْمَعْرُوفِ وَتَنْهَوْنَ عَنِ الْمُنْكَرِ } "" سورة آل عمران ". 
- مشهور، معلوم، محبوب لدى الجميع، عكْسه مغمور «كاتب / رجلٌ معروف، - معلومةٌ معروفة، - { لاَ تُقْسِمُوا طَاعَةٌ مَعْرُوفَةٌ }»."سورة النور "
- جميل، فضل، إحسان، مساعدة «لن أَنْسَى معروفك أبدًا، - غمرني صديقي بمعروفه، - 《ومن يجعل المعروف في غير أهلهِ... يكن حمدُه ذمًّا عليه ويندمِ》"معلقة زهير بن أبي سلمى"

المعروف اصطلاحاً
المعروف: ببساطة كل عملٍ طيبٍ يميل اليه القلب.عبارة عن الأعمال الصالحة التي فرضها الله تعالى علينا كــالصلاة والصيام والخمس والجهاد وصلة الرحم وبر الوالدين والصدق والأمانة وغيرها.
ديننا الإسلامي الحنيف دين يحثّ على مكارم الأخلاق ويدعو إليها؛ لأنه قد جاء 	ليتمم تلك المكارم ويُعلي من شأنها، عنْ أَبِي هُرَيْرَةَرضي الله عنه، قَالَ: قَالَ 	رَسُولُ اللهِ صلى الله عليه وسلم: إِنَّمَا بُعِثْتُ لأُتَمِّمَ صَالِحَ الأَخْلاَقِ.

## الادلة على فعل المعروف

### الأدلة من القرآن الكريم
- قال الله تعالى في محكم تنزيله: سورة النحل﴿مَنْ عَمِلَ صَالِحًا مِنْ ذَكَرٍ أَوْ أُنْثَى وَهُوَ مُؤْمِنٌ فَلَنُحْيِيَنَّهُ حَيَاةً طَيِّبَةً وَلَنَجْزِيَنَّهُمْ أَجْرَهُمْ بِأَحْسَنِ مَا كَانُوا يَعْمَلُونَ ۝٩٧﴾ [النحل:97]
- قال الله تعالى في محكم تنزيله: سورة البقرة﴿وَإِنْ طَلَّقْتُمُوهُنَّ مِنْ قَبْلِ أَنْ تَمَسُّوهُنَّ وَقَدْ فَرَضْتُمْ لَهُنَّ فَرِيضَةً فَنِصْفُ مَا فَرَضْتُمْ إِلَّا أَنْ يَعْفُونَ أَوْ يَعْفُوَ الَّذِي بِيَدِهِ عُقْدَةُ النِّكَاحِ وَأَنْ تَعْفُوا أَقْرَبُ لِلتَّقْوَى وَلَا تَنْسَوُا الْفَضْلَ بَيْنَكُمْ إِنَّ اللَّهَ بِمَا تَعْمَلُونَ بَصِيرٌ ۝٢٣٧﴾ [البقرة:237].

### الأدلة من السنة النبوية المطهرة
- وعن أبي هريرة أن رسول الله ﷺ قال: «بادروا بالأعمال فتنا كقطع الليل المظلم يصبح الرجل مؤمناً ويمسي كافراً، أو يمسي مؤمناً ويصبح كافراً، يبيع دينه بعرض من الدنيا». رواه مسلم (118).
- عن أبي أمامة رضي الله عنه قال: قال رسول الله ﷺ: «صنائع المعروف تقي مصارع السوء، وصدقة السر تطفئ غضب الرب، وصلة الرحم تزيد العمر» (أخرجه الطبراني في المعجم الكبير)، وأورده الإمام الهيثمي في مجمع الزوائد، وقال الطبراني إسناده حسن.[2]

## أمثلة على فعل المعروف

### 1. صلاة الجماعة في المسجد
- عن أبي هريرة عن النبي ﷺ قال: «من غدا إلى المسجد وراح أعد الله له نزله من الجنة كلما غدا أو راح». رواه البخاري (631) ومسلم (669).

### 2. اتباع الجنازة والصلاة عليها
- عن أبي هريرة رضي الله عنه قال: قال رسول الله ﷺ : «من شهد الجنازة حتى يصلي فله قيراط، ومن شهدها حتى تدفن كان له قيراطان، قيل: وما القيراطان؟ قال: مثل الجبلين العظيمين». رواه البخاري (1261) ومسلم (945).

### 3. قول (لا إله إلا الله وحده لا شريك له له الملك وله الحمد وهو على كل شيء قدير في يوم مائة مرة)
- عن أبي هريرة رضي الله عنه أن رسول الله ﷺ قال: " من قال " لا إله إلا الله وحده لا شريك له، له الملك وله الحمد وهو على كل شيء قدير " في يوم مائة مرة كانت له عدل عشر رقاب، وكتبت له مائة حسنة، ومحيت عنه مائة سيئة، وكانت له حرزاً من الشيطان يومه ذلك حتى يمسي، ولم يأت أحد بأفضل مما جاء به إلا أحد عمل أكثر من ذلك. رواه البخاري (3119) ومسلم (2691).

### 4. صلة الرحم
- عن أنس رضي الله عنه قال: سمعت رسول الله ﷺ يقول: «من سره أن يبسط له في رزقه وأن ينسأ له في أثره فليصل رحمه». رواه البخاري (5639) ومسلم (2557).

### 5. صيام التطوع وعيادة المريض والصدقة
- عن أبي هريرة قال: قال رسول الله ﷺ : " من أصبح منكم اليوم صائماً؟ قال أبو بكر رضي الله عنه: أنا، قال: فمن تبع منكم اليوم جنازة؟ قال أبو بكر رضي الله عنه: أنا، قال: فمن أطعم منكم اليوم مسكيناً؟ قال أبو بكر رضي الله عنه: أنا، قال: فمن عاد منكم اليوم مريضاً؟ قال أبو بكر رضي الله عنه: أنا، فقال رسول الله ﷺ : ما اجتمعن في امرئ إلا دخل الجنة ". رواه مسلم (1028).

### 6. قول «سبحان الله وبحمده» مئة مرة
- عن أبي هريرة قال: قال رسول الله ﷺ : «من قال حين يصبح وحين يمسي «سبحان الله وبحمده» مائة مرة: حُطت خطاياه ولو كانت مثل زبد البحر». رواه البخاري (6042) ومسلم (2691).

### 7. التسبيح والتحميد والتكبير وصلاة الضحى
- عن أبي ذر عن النبي ﷺ أنه قال: «يُصبح على كل سُلاَمَى من أحدكم صدقة: فكل تسبيحة صدقة، وكل تحميدة صدقة، وكل تهليلة صدقة، وكل تكبيرة صدقة، وأمر بالمعروف صدقة، ونهي عن المنكر، صدقة، ويجزئ من ذلك ركعتان يركعهما من الضحى». رواه مسلم (720).

### 8. قراءة القرآن
- عن عبد الله بن مسعود قال: قال رسول الله ﷺ : " مَن قرأ حرفاً من كتاب الله فله به حسنة، والحسنة بعشر أمثالها، لا أقول { الم } حرف، ولكن ألِف حرف، ولام حرف، وميم حرف. رواه الترمذي (2910) وقال: حسن صحيح. وصححه الألباني في صحيح الترمذي.
- وغير ذلك كثير، وليستعن المسلم بربه تعالى ليوفقه للعمل الصالح، وليبذل وسعه وطاقته لفعلها، وليحافظ على المداومة على هذه الأعمال ولو كانت قليلة، فهي خير من أن يُكثر منها ثم ينقطع.
- فعن عائشة – أيضاً - أنها قالت: قال رسول الله ﷺ : " يا أيها الناس عليكم من الأعمال ما تطيقون، فإن الله لا يمل حتى تملوا، وإن أحب الأعمال إلى الله ما دوْوِمَ عليه وإن قَلَّ، وكان آل محمد ﷺ إذا عملوا عملا أثبتوه ". رواه البخاري (43) ومسلم – واللفظ له - (782).
- عن أنس بن مالك رضي الله عنه قال: يقول ﷺ: «إن من الناس ناسًا مفاتيح للخير مغاليق للشر، وإن من الناس ناسًا مفاتيح للشر مغاليق للخير، فطوبى لمن جعل الله مفاتيح الخير على يديه، وويل لمن جعل الله مفاتيح الشر على يديه» (أخرجه بن ماجة في سننه 1/86 ح، والبيهقي في شعب الإيمان 1/455 وذكره العلامة الألباني في السلسلة الصحيحة 3/32).[3]
- يقول الشاعر:

## مقالات ذات صلة
- القرآن الكريم
- الإسلام
- أركان الإسلام
- توحيد
- محمد بن عبد الله
- حسن الخلق
- أخلاق إسلامية
- دراسات إسلامية
- أخلاق
- نجوى (أخلاق)
- أشباه
- أثره
- عيادة المريض

## وصلات خارجية
- الفتاوى الإسلامية.
- دليل المواقع الإسلامية المتكامل.
- الشبكة الإسلامية.
- موقع الإسلام موقع متعدد اللغات.
- الموسوعة الحديثية الإلكترونية